# Oscar Mauricio Franco
Oscar Mauricio Franco (10 de mayo de 1945, Azul, Provincia de Buenos Aires) también conocido como Cacho Franco, es un expiloto de automovilismo argentino. Integró el equipo argentino que participó en la Marathon de la Route de Nürburgring de 1969, compartiendo coche con los pilotos Alberto Rodríguez Larreta y Eduardo Copello.

## Carrera

### Comienzos
Su carrera deportiva comenzó en 1959, como copiloto de José María Castaño en la primera edición de la carrera "VW Standard", en el óvalo del Azul Athletic Club.
En 1960 debutó como piloto bajo el seudónimo "Cachito", con tan solo 15 años, en la segunda edición de la carrera "VW Standard", terminando 6° en las pruebas de clasificación pero no disputó la final. Hacia 1963 participó en competencias de karting.
En 1964 participó de la competencia Mar y Sierras junto a su padre Mauricio a bordo de un Fiat 1500, alternándose entre piloto y copiloto.
En 1965 corrió en Tandil con el 1500 bajo el seudónimo "El Zorrino" en una competencia de automovilismo zonal, obteniendo su primer triunfo en coches. Durante ese año continuó participando en competencias zonales y adquirió un monoplaza con mecánica Ford T para competir.

### 1966-1969
Al año siguiente debutó como piloto a nivel nacional en San Pedro a bordo del Fiat 1500, arribando en la quinta ubicación a pesar de sufrir inconvenientes mecánicos.
El 10 de abril de ese año participa de los "500 Km. de Capilla del Monte", llegando en 2° lugar detrás de Nasif Estefano. Pocos días después compitió el Circuito Onofre Marimón de Villa Carlos Paz arribando en 3.er lugar.
Ese mismo año obtuvo su primera victoria a nivel nacional con el Fiat identificado con el número 13 en el circuito de La Cumbre, Córdoba. Corrió el X Gran Premio de Turismo con el Fiat 1500, pero abandonó en la segunda etapa en San Luis por rotura de motor cuando se encontraba en 2° lugar detrás de Larry.
En noviembre ganó una carrera de 1000 millas en el circuito 9 del Autódromo de Buenos Aires, delante de Eduardo Rodríguez Canedo, ambos a bordo de Fiat 1500. Poco después vuelve a ganar en el autódromo porteño con el Fiat, esta vez en el circuito número 6.
Ya en 1967 ganó las tres primeras carreras de Turismo Mejorado, dos en Buenos Aires y una en Córdoba. El 25 de junio ganó una carrera en el Autódromo de Rafaela, empatando el puesto con Carlos Reutemann. Finalizó el año con tras dos victorias.
En 1968 pasó a integrar la Scuderia Concesionarios Fiat con una Fiat Coupe 1500, compartiendo equipo con Eduardo Rodríguez Canedo, Carlos Reutemann y Roberto Pedelaborde.
En la carrera de La Cumbre en Villa Allende llega en 2.ª ubicación en una peculiar postal cruzando la meta tomados de la mano con el copiloto de Rodríguez Canedo a modo simbólico de empate, ya que Franco había sufrido inconvenientes técnicos y a pesar de llegar a la par a la meta junto a Rodríguez Canedo, este lo aventajaba en tiempo de competencia ya que había largado 10 segundos más atrás.
En su ciudad natal Azul se conforma en ese año el "Grupo Amigos de Cacho Franco" que adquiere una unidad IKA Torino para llevar a Cacho a competir en Turismo Carretera, conformando así la "Autopeña Ciudad de Azul".
Debutó en TC en 23 de junio en el Autódromo de Buenos Aires, debiendo abandonar cuando venia en la 5.ª ubicación por la rotura de un flexible de embrague.
El 13 de octubre participó en el Autódromo de Buenos Aires en una doble competencia de Turismo Mejorado y Turismo Carretera. Ganó la competencia de Turismo Mejorado pero abandonó la de TC.
A fin de año participó en una carrera de Fórmula 3 en Argentina para quedar seleccionado en el equipo de la ACA que correría en el Campeonato de Fórmula 3 Europea de la FIA (anteriormente había sido preseleccionado junto a los pilotos Carlos Reutemann y Carlos Marincovich). Durante los entrenamientos rompió un palier de su De Sanctis-Fiat y golpeó fuertemente contra el guardarraíl de un curvón. Este accidente lo privaría de ser seleccionado por el Automóvil Club Argentino para probarse como piloto en la F3 Europea, ya que solo quedarían seleccionados los dos pilotos con mejores resultados en la competencia que se llevaría a cabo ese mismo fin de semana.
El 25 de mayo de 1969 compitió en una carrera de TC con una Liebre Mk III del equipo de Gastón Perkins. Clasificó 3°, pero en la serie cuando venía 2° un competidor con vueltas menos lo hizo despistarse quedando 7°, y arribando 13° en la competencia final.
En junio corrió en el Oscar Cabalén de Córdoba su única carrera en sport prototipo, llegando en la 3.ª ubicación.
El 20 de julio compitió nuevamente en el Turismo Carretera, donde llegó 2° detrás de Perkins y por delante de su Federico Urruti en Los Cóndores, Córdoba, con la Liebre Mk III formando parte del 1-2-3 del equipo.
Anteriormente había sido convocado por Juan Manuel Fangio para ser piloto suplente del equipo argentino en la Marathon de la Route de Nürburgring. A pesar de no estar convencido de querer participar como suplente, durante la mencionada carrera en Los Cóndores, el piloto titular del equipo Juan Manuel Bordeu se accidentó, dejando el puesto libre para que lo ocupe Franco.

#### Marathon de la Route
Finalmente en agosto de 1969 integró el equipo argentino que intervino en La Marathon de la Route, más conocida como la Marathon de la Route de Nürburgring, en Alemania Federal. El equipo argentino tuvo a Juan Manuel Fangio como director y a Oreste Berta como jefe técnico. Compartió equipo con los pilotos Eduardo Copello, Jorge Cupeiro, Oscar Fangio, Carmelo Galbato, Néstor García Veiga, Gastón Perkins, Luis Rubén Di Palma, Eduardo Rodríguez Canedo y Alberto "Larry" Rodríguez Larreta. Franco pilotó la Torino N° 3, junto con Copello y Larry, el cual ganó la competencia en pista, pero fue recargado y relegado a la cuarta posición.

#### Vuelta a Argentina
En septiembre y octubre disputó dos carreras de TC, abandonando en ambas. El 9 de noviembre obtuvo su primera victoria en Turismo Carretera en la I Vuelta de Chivilcoy, marcando además un récord de velocidad tras ganar la competencia a un promedio de 227.181 km/h.
El 14 de diciembre en el Autódromo General San Martín de Comodoro Rivadavia se disputó la última competencia del año, en la que Franco iba en busca del subcampeonato, pero un problema en la junta de tapa de cilindros lo deja en la quinta posición de carrera y en el tercer puesto en el campeonato. Además lo logró disputando menos competencias que sus contrincantes debido a haberse ausentado alrededor de un mes para competir en Nürburgring.

### 1970-1984
En 1970 fue convocado por Oreste Berta para competir en sports prototipos. En una de las pruebas con el Berta LR en el autódromo porteño, Cacho Franco tuvo un grave accidente luego de perder el control debido a que la pista estaba mojada. Salió despedido del prototipo y cayó al suelo inconsciente y sin el casco. Luego de este accidente Oscar tuvo un largo periodo de recuperación, lo que lo mantendría fuera de la actividad durante casi el resto del año.
En diciembre, luego de encargar la construcción de un Torino a la Autopeña Ciudad de Azul para participar de la última competencia del año, Cacho sufrió un accidente particular fuera de competencia que lo privó de poder participar.
Volvió a competir en el TC en julio de 1971, en la XVI Vuelta de Olavarría, con el Torino de la Autopeña Ciudad de Azul, pero debió abandonar. En octubre finalizó 3° en una carrera disputada en 25 de Mayo con el Torino.
Previo a la carrera que se disputaría en Los Cóndores ese año sufrió un accidente tras reventarse un neumático de su coche, generando que su auto vuelque y su copiloto Roberto Cipolletta fallezca en el acto. Este último hecho marcaría su retiro de las competencias de automovilismo para dedicarse a la dirigencia del automovilismo en su ciudad natal.
En 1983 fue convocado por la Autopeña Ciudad de Azul para volver al Turismo Carretera con el Torino que dejó libre su coterraneo Ricardo De Arzave. Así es como el 18 de septiembre, luego de 12 años de estar fuera de competencia, volvió a la actividad en la I Vuelta de Lobería, arribando en la 11.ª colocación.
En 1984 corrió su última competencia automovilística, en el Autódromo de Buenos Aires con el Torino de la Autopeña Ciudad de Azul, pero finalmente abandonaría.

## Cine
En 2014 participó del film La Misión Argentina, que contó la historia de la Hazaña de Nürburgring.

## Palmarés

### Victorias en Turismo Carretera
| Circuito              | Coche             | Fecha                  |
| --------------------- | ----------------- | ---------------------- |
| I Vuelta de Chivilcoy | IKA Liebre MK III | 9 de noviembre de 1969 |

- [1]

## Reconocimientos

### Autódromo Oscar Mauricio "Cacho" Franco
En su ciudad natal Azul desde el año 2013 el Auto Moto Club Azul, entidad que nuclea al del deporte motor local, se encuentra trabajando en la construcción del primer autódromo asfaltado que recibirá el nombre de Cacho Franco.
El 27 de abril de 2015 se realizó una preinauguración con motivo de realizarse un evento de carreras de aceleración. En aquella oportunidad el mismo Franco participó de la ceremonia.

### Otros reconocimientos
En septiembre de 2015 la Secretaría de Cultura y Educación de Azul le realizó un homenaje, junto con el Gobierno de la Ciudad de Buenos Aires.
El 26 de diciembre de 2016, Oscar Franco fue reconocido como "Personalidad destacada del partido de Azul", junto al tenista Federico Delbonis.